# 埃爾科爾普斯
埃爾科爾普斯（西班牙語：El Corpus），是洪都拉斯的城鎮，位於該國南部，由喬盧特卡省負責管轄，面積242.20平方公里，海拔高度406米，2001年人口21,856，人口密度每平方公里90.24人。
13°17′0″N 87°2′0″W / 13.28333°N 87.03333°W